# 中国人民银行总行旧址
中国人民银行总行旧址，俗称小灰楼，是中国人民银行的诞生地。中国人民银行总行旧址位于中国河北省石家庄市新华区，是三层砖混结构建筑，于1940年开工，次年建成。中国人民银行总行旧址是第七批全国重点文物保护单位、第三批中国20世纪建筑遗产。
中国人民银行诞生前，小灰楼先后作为中华民国临时政府建设总署石门河渠工程处办公楼、抗日战争第一战区先遣军指挥部、中国国民党石家庄行政公署公路局的办公楼、中国共产党石家庄市委员会办公楼、冀南银行与晋察冀边区银行的办公楼；中国人民银行迁离后，又被印刷厂、中国人民解放军及其家属院、歌剧院、饭店等所使用。直至2009年，小灰楼的土地使用权、房产所有权再次回到中国人民银行石家庄中心支行处，中国人民银行将其改建为中国人民银行成立旧址纪念馆和河北省钱币博物馆。

## 历史

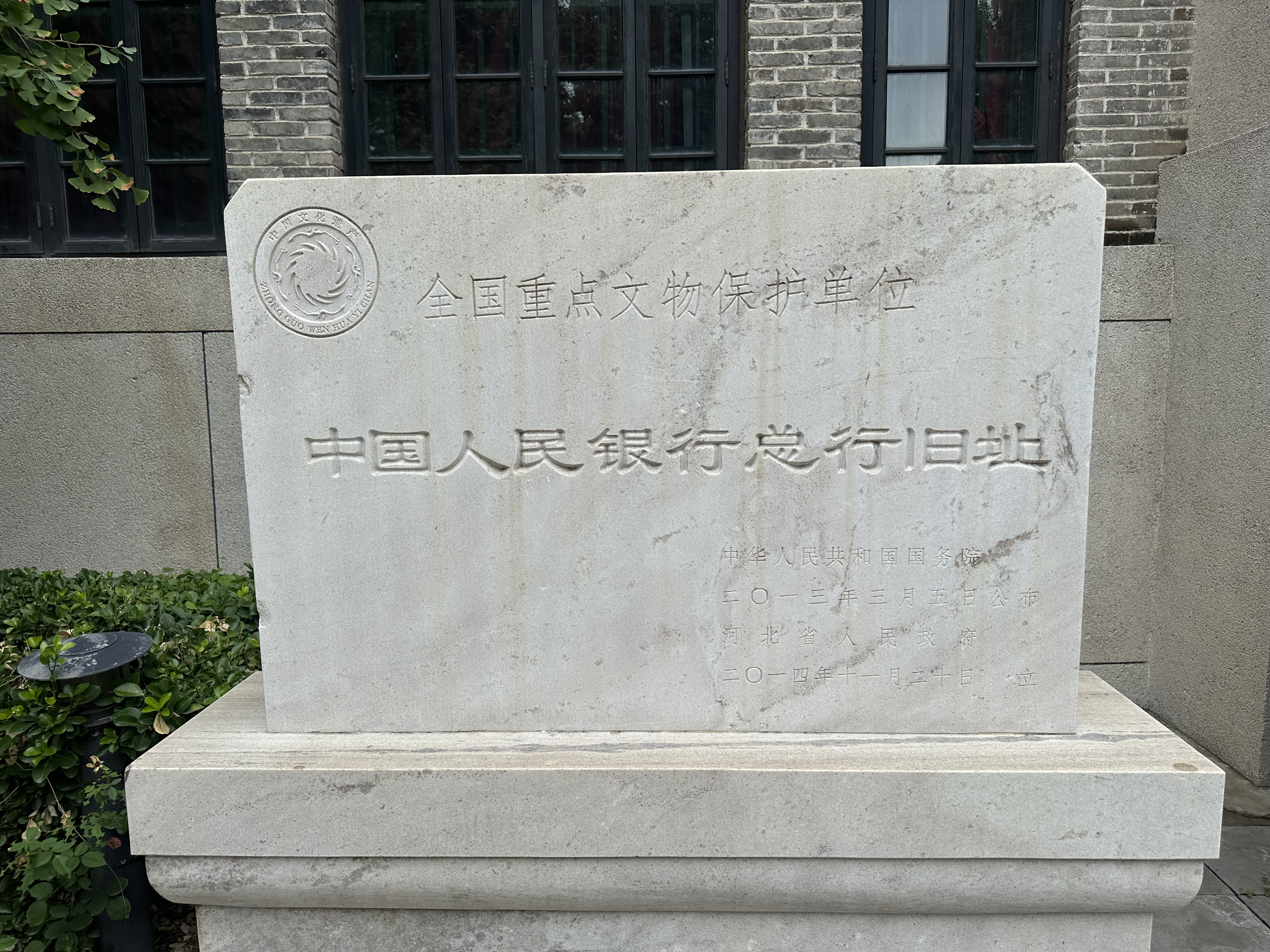
中国人民银行总行旧址是全国重点文物保护单位

### 早期使用
20世纪30年代末，为方便运输华北地区的粮食和煤炭等物资，中华民国临时政府建设总署决定从石门到天津修建运河。为此建设总署成立石门河渠工程处，并修建小灰楼作为工程处驻地。小灰楼于民国二十九年（1940年）十一月开工，次年九月竣工。除了小灰楼本身外，工程处还在小灰楼西面修建工棚、仓库、宿舍，并铺设一条从小灰楼到柳辛庄站，再到黄壁庄水库工地的小铁路。
中国抗日战争结束后，抗日战争第一战区司令长官胡宗南令侯如墉率领部以第一战区先遣军之名义占领石门。进驻并接管石门后，侯如墉选择小灰楼作为其指挥部，因此小灰楼又有“侯子固大院”之称。1947年，小灰楼又成为中国国民党石家庄行政公署公路局的办公楼。同年年底，中国人民解放军获得石家庄战役的胜利后，石门市改石家庄市，首届中国共产党石家庄市委员会选择小灰楼作为办公驻地。1948年初，小灰楼门前又立起中国共产党石家庄市执行委员会的牌子。

### 人行成立
1948年4月，冀南银行与晋察冀边区银行迁入小灰楼合署办公，7月两行合并成立华北银行，华北银行依然在小灰楼办公。不久后，原在西柏坡附近夹峪村的中国人民银行筹备处也迁至此地。随着辽沈战役的结束，东北人民解放军开始南下，时任华北财经办事处筹备处主任董必武向中国共产党中央委员会建议，将原定于1949年1月1日成立中国人民银行、发行人民币的决定提前，建议得到批准。于是在1948年12月1日，中国人民银行在小灰楼宣告成立。同日，中国人民银行发行了第一套人民币。
1949年北平和平解放后，中国人民银行自2月起陆续从小灰楼迁往北京。而中国人民银行直属印刷厂则从石家庄市柏林庄迁往小灰楼，并沿用柏林庄所挂“民众书店”的牌子。20世纪50年代初，中国人民银行直属印刷厂与北京人民印刷厂合并，并搬离小灰楼。

### 迁出以后
使用方面，印刷厂搬离后，小灰楼移交给中国人民解放军先后作为办公用房、家属院使用。改革开放后，小灰楼又于1995年、2004年先后被作为歌剧院、饭店等对外出租。这些娱乐设施的经营者改造、装修了小灰楼，但主体建筑保存较为完好。21世纪初，中国人民解放军北京军区房地产管理处与中国人民银行石家庄中心支行经上级主管部门批准，达成共识：同意将小灰楼以产权置换的形式交给中国人民银行石家庄中心支行改建为博物馆。2009年初，中国人民银行石家庄中心支行获得了小灰楼的土地使用证书和房产所有权证书。同年12月1日起，修缮后的小灰楼开始挂中国人民银行成立旧址纪念馆和河北省钱币博物馆两块牌子。开馆仪式上，中国人民银行行长周小川亲自题词“发扬传统，开拓创新”。
保护方面，1995年对楼体装修。1997年对正面表层进行装修。1999年，石家庄市人民政府将小灰楼以中国人民银行成立旧址之名列入石家庄市文物保护单位。3年后，河北省人民政府将其列为河北省文物保护单位。2009年6月到8月，中国人民银行石家庄中心支行将小灰楼作为中国人民银行总行旧址进行修复改建。2013年，中华人民共和国国务院公布第七批全国重点文物保护单位，中国人民银行总行旧址位列其中。2018年11月，中国人民银行总行旧址入选第三批中国20世纪建筑遗产。

## 建筑
小灰楼占地面积3000余平方米，建筑面积近1570平方米。建筑有院落，小灰楼位于院落中央，将院落分为前后院。前院有董必武和南汉宸的全身铜像，后院有“刀池”“布池”等古钱币造型。小灰楼坐东朝西，为通体以灰色为主的砖混结构建筑，也因其表面颜色而得名“小灰楼”。建筑平面呈U字型。正视楼体呈“品”字型，中间为三层主楼，楼顶铺青色中式瓦片，两侧为二层副楼，上下隔开12扇窗户。楼梯内有两层楼梯，并存在地下室。一楼还原有中国人民银行发行处，二楼西侧还原有总经理办公室和副经理办公室，南侧则有业务处、会计处等办公场所，部分房间在博物馆成立后作河北历史货币展厅、 红色货币记忆展厅、人民币发展史展厅、临时展厅使用。

## 图库
| - 内部楼梯 - 金库库门 - 时任中国人民银行总经理南汉宸的办公室 - 时任中国人民银行副经理胡景沄的办公室 - 时任中国人民银行副经理关学文的办公室 |